# Per Johnsson
Per Johnsson, född 20 april 1988 i Karlstad, är en svensk före detta professionell ishockeyspelare (back). Han är son till ishockeytränaren Per-Erik Johnsson.